# Itabirinha
Itabirinha é um município brasileiro no interior do estado de Minas Gerais, Região Sudeste do país. Localiza-se no Vale do Rio Doce e sua população foi estimada em 10 560 habitantes em 2024.

## Toponímia
Itabirinha é uma palavra híbrida, derivada do tupi-guarani itabira (pedra empinada) com o sufixo diminutivo português -inha.

## História

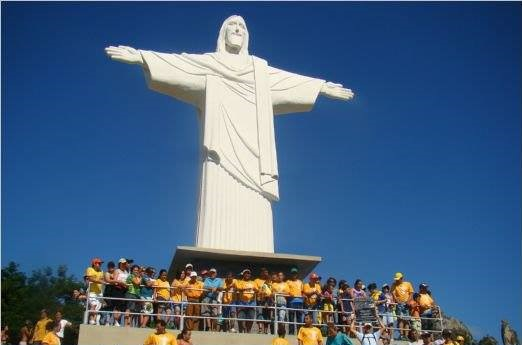
Cristo Redentor de Itabirinha

A região onde está hoje o município tem suas origens históricas ligadas à colonização de Mantena. Originalmente antigo distrito de Itabirinha, criado a partir do distrito de Barra do Ariranha, em 1948, tornou-se município em 30 de dezembro de 1962, com território desmembrado de Mantena. Situado em terras montanhosas na bacia do rio São Mateus, seu ponto mais elevado está a 1.751 metros de altitude na serra do Pitengo. A mesma lei que criou o município o elevou de vila à categoria de cidade, alterando a denominação para Itabirinha de Mantena. Em 1997 através de um plebiscito a cidade passou a se chamar somente Itabirinha.
A atual cidade de Itabirinha teve sua origem em doações de terras feitas por Manoela Gaspar, Antônio Valério e Antônio Godinho, em meados do ano de 1939, tidos como primeiros habitantes da região.
No princípio formou-se um pequeno arraial que recebeu o nome de Povoado da Boneca, devido a uma elevação, com formas humanas que até hoje domina a visão dos seus habitantes. Em 1940, o arraial recebe a visita de Frei Inocêncio que celebra a primeira missa, debaixo de uma árvore, local em que em 1942, Joaquim Balbino da Silva constrói a primeira igreja. Nascida em território contestado, tinha como principal fonte de renda a extração de madeira, que era levada para Governador Valadares por uma estrada de difícil acesso, única ligação, na época, do arraial com a civilização.
Devido a contestação do território, com a vantagem de não serem pagos impostos nem à Minas Gerais e nem ao Espírito Santo e a grande extensão de matas, o arraial ganha importância suficiente para ser elevado a distrito; o que acontece em 12 de dezembro de 1953 pela Lei nº 1.039. Com a criação do distrito, passa a se chamar Itabirinha de Mantena. O topônimo teve a sua origem tirada de uma palavra indígena ?Itabira?, que se traduz por "Pedra Aguda", em homenagem a uma pedreira que domina todo o centro da cidade, e mais o nome do município ao qual ficou anexado, (Mantena). Pelo decreto de Lei nº 2.764 de 30 de dezembro de 1962 é desmembrado do município de Mantena e elevado a igual categoria. Pela Lei Estadual nº 13.823, de 11 de Janeiro de 2001, alterou o Topônimo do município de Itabirinha de Mantena que passou a denominar-se Itabirinha.
Pela lei estadual nº 8.285 de 8 de outubro de 1982, foi criado o distrito de Boa União de Itabirinha. Pela lei municipal nº 1.123 de 20 de maio de 2021, foi criado o distrito de São Sebastião do Itabira.
Na tarde do dia 30 de setembro de 1985, uma segunda-feira, a cidade foi atingida por uma tempestade de granizo severa, com pedras de gelo que chegavam a pesar 1 kg. A chuva de aproximadamente 15 minutos foi suficiente para afetar cerca de 50% das residências do núcleo urbano, incluindo 900 casas danificadas e 50 completamente destruídas, deixando mais de 20 vítimas fatais e 600 feridos. Dos cerca de 10 000 habitantes, 4 000 ficaram desabrigados e 50% da safra de café do município foi perdida. Até o dia 4 de outubro, o Hospital São Lucas, o principal da cidade, já havia realizado mais de 1 200 atendimentos e registrados dezenas de casos de pneumonia. Nessa data o excesso de gelo que ainda não havia derretido fez com que o Corpo de Bombeiros interrompesse a busca por dois corpos que continuavam desaparecidos. Segundo o então Serviço Nacional de Meteorologia, a ausência de equipamentos meteorológicos naquela época fez com que a tempestade fosse imprevisível. Apesar do episódio, que obteve repercussão nacional e internacional, o município se recompôs com o passar do tempo e o dia 30 de setembro é decretado como ponto facultativo em alguns anos em memória às vítimas.

## Geografia
Localiza-se na mesorregião do Vale do Rio Doce.
Situado em terras montanhosas na bacia do rio São Mateus, seu ponto mais elevado está a 1.751 metros de altitude na serra do Pitengo. A mesma lei que criou o município o elevou de vila à categoria de cidade, alterando a denominação para Itabirinha de Mantena.
- Principais rios: ribeirão Itabira e córrego Sumidouro;
- Bacia: Bacia do rio São Mateus.